# George Fitzmaurice
George Fitzmaurice (ur. 13 lutego 1885 w Paryżu, zm. 13 czerwca 1940 w Los Angeles) – francuski reżyser filmowy i producent.

## Wybrana filmografia
producent
- 1921: Paying the Piper
- 1925: Złodziej w raju
- 1930: The Devil to Pay!
- 1932: Jaką mnie pragniesz

reżyser
- 1914: The Quest of the Sacred Jawel
- 1916: Arms and the Woman
- 1919: Common Clay
- 1922: Three Live Ghosts
- 1926: Syn szejka
- 1932: Jaką mnie pragniesz
- 1937: Koniec pani Cheyney
- 1940: Adventure in Diamonds

## Wyróżnienia
Posiada gwiazdę na Hollywoodzkiej Alei Gwiazd.